# N-acetilglucosammina
L'N-acetilglucosammina  (o, meno correttamente, N-acetilglucosamina) è un monosaccaride modificato avente formula C8H15NO6. 
È il derivato N-acetilato della 2-glucosammina.

## Funzioni biologiche
- È un componente fondamentale del peptidoglicano in quanto forma un didisaccaride ripetuto con l'acido N-acetilmurammico (MurNAc);
- È un componente fondamentale dell'acido ialuronico in quanto forma un disaccaride ripetuto con l'acido glucuronico;
- È un componente fondamentale della chitina, costituente strutturale dei funghi, dell'esoscheletro degli insetti e di molti altri artropodi;
- È un neurotrasmettitore;